# Louis Alphonse Jubert
Louis-Alphonse Jubert, vicomte de Bouville, né le 16 mars 1703 à Orléans et mort le 2 mai 1775 à Paris, est un officier de marine français du XVIIIe siècle. Il sert dans la Marine royale pendant la guerre de Sept Ans au cours de laquelle il est fait prisonnier. Il termine sa carrière au rang de chef d'escadre des armées navales, Grand-croix de Saint-Louis.

## Biographie

### Origines et famille
Descendant d'une famille de la noblesse normande , Louis-Alphonse Jubert est le quatrième fils de Louis-Guillaume Jubert de Bouville (1677-1741), marquis de Bizy et de Panilleuse, baron de Dangu par acquisition en 1714, sire de Saint-Martin et Vinnemerville, intendant d'Orléans  1713-1731, et de Marie-Gabrielle Martin d'Auzielle (v. 1680-13 juillet 1742).

### Carrière dans la Marine royale
Il entre jeune dans la Marine royale. De 1722 à 1729, il fait plusieurs campagnes au Canada. Il est promu lieutenant de vaisseau en mai 1741. Il épouse le 5 mars 1743, en l'église Saint-Eustache à Paris Marie Louise Poterat. Il reçoit un brevet de capitaine de vaisseau le 17 mai 1751, et obtient une pension de 1 000 livres sur le Trésor royal, en 1753.
En 1755, le vicomte de Bouville qui commandait le vaisseau L'Espérance, dans l'escadre de Dubois la Motte, est envoyé vers la Nouvelle-France. Au retour ce vaisseau qui ne possédait que 22 canons est attaqué par le HMS Oxford (en), un vaisseau anglais de 70 canons, contre lequel il combat pendant plusieurs heures et le contraint malgré sa supériorité à s'éloigner pour réparer. L'Oxford revient une troisième fois à la charge soutenu par un autre gros vaisseau, déchargeant en même temps leur feu sur L'Espérance qui est obligée de se rendre criblée de coups et en si mauvais état que les Anglais après en avoir tout retiré sont obligés d'y mettre le feu. Bien que la France et la Grande-Bretagne soient alors en paix, il est fait prisonnier ainsi que le reste de l'équipage. Il est libéré en 1757 et revient d'Angleterre après deux ans de détention. Il est nommé commandeur honoraire de l'ordre de Saint-Louis la même année, puis commandeur en 1762.
En 1759, sa femme donne naissance à leur fils unique Louis Télesphore Jean Jubert (1759-1782). Le roi Louis XV et la marquise de Pompadour le tiennent, le 17 février, sur les fonts baptismaux. Il est promu chef d'escadre lors de la promotion du 1er octobre 1764. Commandant la Marine au Port de Dunkerque, il est décoré de la grand-croix de l'ordre royal et militaire de Saint-Louis en 1771.

### Sources et bibliographie
- Michel Vergé-Franceschi, Les officiers généraux de la marine royale: 1715-1774. Le littoral, l'intérieur, 1990, Librairie de l'Inde, p. 90 et suiv.
- Michel Vergé-Franceschi, La Marine française au XVIIIe siècle : guerres, administration, exploration, Paris, SEDES, coll. « Regards sur l'histoire », 1996, 451 p. (ISBN 2-7181-9503-7)
- Michel Vergé-Franceschi (dir.), Dictionnaire d'histoire maritime, Paris, éditions Robert Laffont, coll. « Bouquins », 2002, 1508 p. (ISBN 2-221-08751-8 et 2-221-09744-0, BNF 38825325)
- Rémi Monaque, Une histoire de la marine de guerre française, Paris, éditions Perrin, 2016, 526 p. (ISBN 978-2-262-03715-4)
- Onésime Troude, Batailles navales de la France, t. 1, Paris, Challamel aîné, 1867-1868, 453 p. (lire en ligne)
- Georges Lacour-Gayet, La Marine militaire de la France sous le règne de Louis XV, Honoré Champion éditeur, 1910 (1re éd. 1902) (lire en ligne)
- Hubert de Fontaine de Resbecq, Revue héraldique, historique et nobiliaire, volume 10, 1873, pages 385 et suivantes